# PIDE
PIDE (съкращение от португалски: Polícia Internacional e de Defesa do Estado – Международна полиция за защита на държавата) е наименование на тайната полиция в Португалия по време на управлението на Антонио ди Оливейра Салазар.
Началото ѝ е поставено на 22 октомври 1946 г. За прототип служи британската служба за сигурност Скотланд Ярд.
Основна задача на PIDE е борбата с политическата опозиция, както в Португалия, така и в отвъдморските португалски владения по онова време. Службата е закрита от Марсело Каетану на 24 септември 1969 г.